# Syngrapha divergens
Syngrapha divergens là một loài bướm đêm trong họ Noctuidae.